# Julia Gillard
Julia Eileen Gillard (Barry, 29 september 1961) is een Australisch voormalig politicus. Ze was van 24 juni 2010 tot 27 juni 2013 de 27e premier van Australië voor de progressieve Labor Party. 
Gillard volgde Kevin Rudd op die op 24 juni de steun verloor van zijn partij, waardoor Gillard die vicepremier was, door de Labor Party werd gekozen als nieuwe leider van de partij, hierdoor werd ze de eerste vrouwelijke premier van Australië. Rudd volgde haar vervolgens in 2013 weer op.

## Loopbaan
Gillard werd geboren in Barry (Wales) als dochter van de mijnwerkerszoon John Gillard en diens echtgenote Moira Gillard. Ze heeft een drie jaar oudere zuster.
Als kind kreeg ze een ontsteking aan de bronchiën, waarna haar ouders werd geadviseerd een warmer klimaat op te zoeken omdat dit de genezing zou bevorderen. Het gezin emigreerde daarop in 1966 naar Australië en vestigde zich in Adelaide, waar ze naar de Mitcham Demonstration School en de Unley High School ging.
Gillard studeerde aanvankelijk aan de Universiteit van Adelaide, maar stopte in 1982 met studeren en verhuisde naar Melbourne waar ze bij de Australische studentenbond ging werken. In 1986 studeerde ze af aan de Universiteit van Melbourne en het jaar daarop begon ze bij het advocatenkantoor Slater & Gordon in Werribee, waar ze arbeidsrecht behandelde. In 1990 werd ze op 29-jarige leeftijd toegelaten als een van de eerste vrouwelijke partners van het bedrijf.
Op 17 juli 2010 kondigde de premier nieuwe verkiezingen aan die op 21 augustus 2010 plaatsvonden. Na het vertrek van Kevin Rudd steeg de Labor Party in de peilingen. Bij deze verkiezingen haalde zowel Gillard als oppositieleider Tony Abbott 72 van de 150 zetels, zodat beiden geen meerderheid hadden. Australië kreeg hierna een Labor-minderheidsregering met steun van de Groene Partij en 3 onafhankelijken.
Toen ze op 26 juni 2013 intern geen steun meer kreeg voor haar leiderschap van de partij - Rudd kreeg weer wel de steun van de partij - diende Gillard de volgende dag haar ontslag in. Rudd volgde haar op als leider van de partij en ook als premier.
Na haar vertrek uit de politiek werd Gillard gasthoogleraar aan de Universiteit van Adelaide en werkte ze bij het Brookings Institution's Center for Universal Education. In 2014 verschenen haar politieke memoires, My Story. 
- Australian Women's Register: AWE0230b
- Bibsys: 1579001847521
- Gemeinsame Normdatei: 141054174
- International Standard Name Identifier: 0000 0000 7805 2442
- Library of Congress Control Number: n2009076144
- MusicBrainz: c9de184d-1564-414b-b03b-547f200eeef7
- Nationale Bibliotheek van Tsjechië: vse20211103271
- Nationale bibliotheek van Australië: 52525351
- Nationale Bibliotheek van Israël: 987010984234205171
- SNAC: w68d2qct
- Trove: 727096
- Virtual International Authority File: 120304790
- WorldCat: E39PBJgCHhR7BC8dmGHWT4qxXd